# 幸福乡 (黑河市)
幸福乡，是中华人民共和国黑龙江省黑河市爱辉区下辖的一个乡镇级行政单位。

## 行政区划
幸福乡下辖以下地区：
之路村、幸福村、河南屯村、高地营子村、上二公村、下二公村、长发村、小黑河村、新生活村、红兴村和红旗桥生活区。